# Stagioni degli Indianapolis Colts

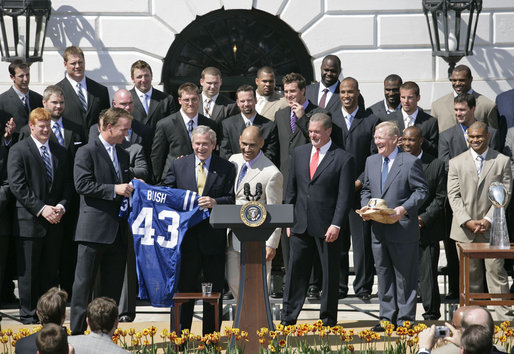
L'allora Presidente degli Stati Uniti d'America George W. Bush si congratula con i Colts per la loro vittoria nel Super Bowl XLI.

Gli Indianapolis Colts, in passato i Baltimore Colts, sono una squadra di football americano che gioca nella National Football League (NFL). In questa lista sono documentate tutte le stagioni sportive della franchigia dal 1953 ad oggi, compresi i risultati nei play-off e i premi individuali per giocatori o capi-allenatori. Nel 1953, un gruppo con sede a Baltimora con a capo Carroll Rosenbloom ottenne i diritti per una nuova franchigia della National Football League in città. A Rosenbloom fu garantita una squadra NFL, e ereditò ciò che rimaneva dei Dallas Texans. La nuova squadra fu chiamata "Colts" come la squadra precedente che si sciolse al termine della stagione NFL 1950. Dopo 31 stagioni a Baltimora, il proprietario dei Colts Robert Irsay trasferì la franchigia a Indianapolis, nell'Indiana.
I Colts hanno vinto due Super Bowl (Super Bowl V e Super Bowl XLI). Hanno anche partecipato e perso il Super Bowl III e il Super Bowl XLIV. Prima che l'AFL e la NFL si fusero nel 1970, vinsero tre campionati NFL (1958, 1959 e 1968). Con la vittoria nel Super Bowl XLI i Colts diventarono la prima squadra che giocava le partite casalinghe in uno stadio chiuso a vincere un Super Bowl tenuto in uno stadio all'aperto.
Dopo che il proprietario dei Colts Jim Irsay ingaggiò Tony Dungy come capo-allenatore nel 2002, i Colts parteciparono ai play-off per 9 stagioni consecutive. Furono campioni di division 5 volte di fila, dal 2003 al 2007 e in 7 stagioni consecutive vinsero almeno 12 partite dal 2003 al 2009, la prima volta che questo traguardo fu raggiunto nei 90 anni di storia della NFL. La maggior parte del successo della franchigia negli anni 2000 fu attribuito al trio composto dal general manager Bill Polian, dal capo-allenatore Tony Dungy e dal quarterback Peyton Manning.
Nella stagione 2013, i Colts vinsero la loro division per la prima volta dopo la partenza di Manning e la prima volta con il quarterback Andrew Luck e Chuck Pagano come capo-allenatore.

## Legenda abbreviazioni

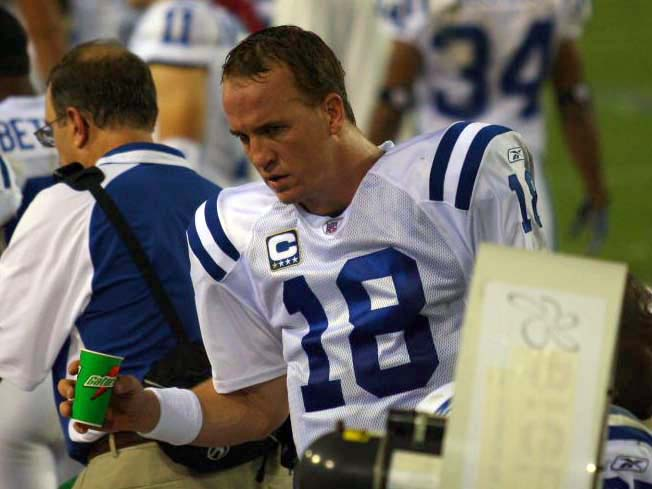
Peyton Manning vinse 5 titoli MVP della NFL durante la sua militanza con i Colts.

| MVP          | Premio NFL miglior giocatore dell'anno          |
| SB MVP       | Super Bowl MVP                                  |
| OPOY         | Miglior giocatore offensivo dell'anno della NFL |
| DPOY         | Miglior difensore dell'anno della NFL           |
| OROY         | Miglior rookie offensivo                        |
| DROY         | Miglior difensore rookie                        |
| Pro Bowl MVP | MVP del Pro Bowl                                |
| CPOY         | NFL Comeback Player of the Year Award           |
| COY          | NFL Coach dell'anno                             |
| AFC Off. POY | Giocatore Offensivo dell'Anno della AFC         |
| AFC ROY      | Miglior rookie dell'anno della AFC              |
| WP MOY       | Walter Payton NFL Man of the Year Award         |
| NFL ROY      | Miglior rookie dell'anno della NFL              |

## Risultati stagione per stagione
| Cronistoria dei Baltimore Colts (1953–1983)/Indianapolis Colts (1984–) | Cronistoria dei Baltimore Colts (1953–1983)/Indianapolis Colts (1984–) | Cronistoria dei Baltimore Colts (1953–1983)/Indianapolis Colts (1984–) | Cronistoria dei Baltimore Colts (1953–1983)/Indianapolis Colts (1984–) | Cronistoria dei Baltimore Colts (1953–1983)/Indianapolis Colts (1984–) | Cronistoria dei Baltimore Colts (1953–1983)/Indianapolis Colts (1984–) | Cronistoria dei Baltimore Colts (1953–1983)/Indianapolis Colts (1984–) | Cronistoria dei Baltimore Colts (1953–1983)/Indianapolis Colts (1984–) | Cronistoria dei Baltimore Colts (1953–1983)/Indianapolis Colts (1984–) | Cronistoria dei Baltimore Colts (1953–1983)/Indianapolis Colts (1984–)                                                                           | Cronistoria dei Baltimore Colts (1953–1983)/Indianapolis Colts (1984–) |                              |
| Stagione di lega                                                       | Stagione di squadra                                                    | Lega                                                                   | Conference                                                             | Division                                                               | Stagione regolare                                                      | Stagione regolare                                                      | Stagione regolare                                                      | Stagione regolare                                                      | Play-off | Premi individuali                                                      |                              |
| Stagione di lega                                                       | Stagione di squadra                                                    | Lega                                                                   | Conference                                                             | Division                                                               | Pos.                                                                   | V                                                                      | S                                                                      | P                                                                      | Play-off | Premi individuali                                                      |                              |
| ---------------------------------------------------------------------- | ---------------------------------------------------------------------- | ---------------------------------------------------------------------- | ---------------------------------------------------------------------- | ---------------------------------------------------------------------- | ---------------------------------------------------------------------- | ---------------------------------------------------------------------- | ---------------------------------------------------------------------- | ---------------------------------------------------------------------- | --- | ---------------------------------------------------------------------- | ---------------------------- |
| 1953                                                                   | 1953                                                                   | NFL                                                                    | Western                                                                | –                                                                      | 5                                                                      | 3                                                                      | 9                                                                      | 0                                                                      | non disputati |                                                                        |                              |
| 1954                                                                   | 1954                                                                   | NFL                                                                    | Western                                                                | –                                                                      | 6                                                                      | 3                                                                      | 9                                                                      | 0                                                                      | non disputati |                                                                        |                              |
| 1955                                                                   | 1955                                                                   | NFL                                                                    | Western                                                                | –                                                                      | 4                                                                      | 5                                                                      | 6                                                                      | 1                                                                      | non disputati | Alan Ameche (OROY)                                                     |                              |
| 1956                                                                   | 1956                                                                   | NFL                                                                    | Western                                                                | –                                                                      | 4                                                                      | 5                                                                      | 7                                                                      | 0                                                                      | non disputati | Lenny Moore (OROY)                                                     |                              |
| 1957                                                                   | 1957                                                                   | NFL                                                                    | Western                                                                | –                                                                      | 3                                                                      | 7                                                                      | 5                                                                      | 0                                                                      | non disputati |                                                                        |                              |
| 1958                                                                   | 1958                                                                   | NFL                                                                    | Western                                                                | –                                                                      | 1                                                                      | 9                                                                      | 3                                                                      | 0                                                                      | V Finale NFL (1) (at Giants) 23–17 |                                                                        |                              |
| 1959                                                                   | 1959                                                                   | NFL                                                                    | Western                                                                | –                                                                      | 1                                                                      | 9                                                                      | 3                                                                      | 0                                                                      | V Finale NFL (2) (Giants) 31–16 |                                                                        |                              |
| 1960                                                                   | 1960                                                                   | NFL                                                                    | Western                                                                | –                                                                      | 4                                                                      | 6                                                                      | 6                                                                      | 0                                                                      | non disputati |                                                                        |                              |
| 1961                                                                   | 1961                                                                   | NFL                                                                    | Western                                                                | –                                                                      | 3                                                                      | 8                                                                      | 6                                                                      | 0                                                                      | non disputati |                                                                        |                              |
| 1962                                                                   | 1962                                                                   | NFL                                                                    | Western                                                                | –                                                                      | 4                                                                      | 7                                                                      | 7                                                                      | 0                                                                      | non disputati |                                                                        |                              |
| 1963                                                                   | 1963                                                                   | NFL                                                                    | Western                                                                | –                                                                      | 3                                                                      | 8                                                                      | 6                                                                      | 0                                                                      | non disputati |                                                                        |                              |
| 1964                                                                   | 1964                                                                   | NFL                                                                    | Western                                                                | –                                                                      | 1                                                                      | 12                                                                     | 2                                                                      | 0                                                                      | S Finale NFL (at Browns) 0–27 | Johnny Unitas (MVP) Don Shula (COY)                                    |                              |
| 1965                                                                   | 1965                                                                   | NFL                                                                    | Western                                                                | –                                                                      | 2                                                                      | 10                                                                     | 3                                                                      | 1                                                                      | S Western Conference Play-off (at Packers) 10–13                                                                                                 |                                                                        |                              |
| 1966                                                                   | 1966                                                                   | NFL                                                                    | Western                                                                | –                                                                      | 2                                                                      | 9                                                                      | 5                                                                      | 0                                                                      | non disputati |                                                                        |                              |
| 1967                                                                   | 1967                                                                   | NFL                                                                    | Western                                                                | Coastal                                                                | 2                                                                      | 11                                                                     | 1                                                                      | 2                                                                      | non disputati |                                                                        |                              |
| 1968                                                                   | 1968                                                                   | NFL                                                                    | Western                                                                | Coastal                                                                | 1                                                                      | 13                                                                     | 1                                                                      | 0                                                                      | V Divisional Play-off (Vikings) 24–14 V Finale NFL (at Cleveland Browns) 34–0 S Super Bowl III (vs. Jets) 7–16                                   | Earl Morrall (MVP) Don Shula (COY)                                     |                              |
| 1969                                                                   | 1969                                                                   | NFL                                                                    | Western                                                                | Coastal                                                                | 2                                                                      | 8                                                                      | 5                                                                      | 1                                                                      | non disputati |                                                                        |                              |
| 1970                                                                   | 1970                                                                   | NFL                                                                    | AFC                                                                    | East                                                                   | 1                                                                      | 11                                                                     | 2                                                                      | 1                                                                      | V Divisional Play-off (Bengals) 17–0 V AFC Championship (Raiders) 27–17 V Super Bowl V (3) (vs. Cowboys) 16–13                                   | Johnny Unitas (WP MOY)                                                 |                              |
| 1971                                                                   | 1971                                                                   | NFL                                                                    | AFC                                                                    | East                                                                   | 2                                                                      | 10                                                                     | 4                                                                      | 0                                                                      | V Divisional Play-off (at Browns) 20–3 S AFC Championship (at Dolphins) 0–21                                                                     |                                                                        |                              |
| 1972                                                                   | 1972                                                                   | NFL                                                                    | AFC                                                                    | East                                                                   | 3                                                                      | 5                                                                      | 9                                                                      | 0                                                                      | non disputati |                                                                        |                              |
| 1973                                                                   | 1973                                                                   | NFL                                                                    | AFC                                                                    | East                                                                   | 4                                                                      | 4                                                                      | 10                                                                     | 0                                                                      | non disputati |                                                                        |                              |
| 1974                                                                   | 1974                                                                   | NFL                                                                    | AFC                                                                    | East                                                                   | 5                                                                      | 2                                                                      | 12                                                                     | 0                                                                      | non disputati |                                                                        |                              |
| 1975                                                                   | 1975                                                                   | NFL                                                                    | AFC                                                                    | East                                                                   | 1                                                                      | 10                                                                     | 4                                                                      | 0                                                                      | S Divisional Play-off (at Steelers) 10–28 | Ted Marchibroda (COY)                                                  |                              |
| 1976                                                                   | 1976                                                                   | NFL                                                                    | AFC                                                                    | East                                                                   | 1                                                                      | 11                                                                     | 3                                                                      | 0                                                                      | S Divisional Play-off (Steelers) 14–40 | Bert Jones (MVP, OPOY)                                                 |                              |
| 1977                                                                   | 1977                                                                   | NFL                                                                    | AFC                                                                    | East                                                                   | 1                                                                      | 10                                                                     | 4                                                                      | 0                                                                      | S Divisional Play-off (Raiders) 31–37 (2° OT) |                                                                        |                              |
| 1978                                                                   | 1978                                                                   | NFL                                                                    | AFC                                                                    | East                                                                   | 5                                                                      | 5                                                                      | 11                                                                     | 0                                                                      | non disputati |                                                                        |                              |
| 1979                                                                   | 1979                                                                   | NFL                                                                    | AFC                                                                    | East                                                                   | 5                                                                      | 5                                                                      | 11                                                                     | 0                                                                      | non disputati |                                                                        |                              |
| 1980                                                                   | 1980                                                                   | NFL                                                                    | AFC                                                                    | East                                                                   | 4                                                                      | 7                                                                      | 9                                                                      | 0                                                                      | non disputati |                                                                        |                              |
| 1981                                                                   | 1981                                                                   | NFL                                                                    | AFC                                                                    | East                                                                   | 4                                                                      | 2                                                                      | 14                                                                     | 0                                                                      | non disputati |                                                                        |                              |
| 1982                                                                   | 1982                                                                   | NFL                                                                    | AFC                                                                    | –                                                                      | 14                                                                     | 0                                                                      | 8                                                                      | 1                                                                      | non disputati |                                                                        |                              |
| 1983                                                                   | 1983                                                                   | NFL                                                                    | AFC                                                                    | East                                                                   | 4                                                                      | 7                                                                      | 9                                                                      | 0                                                                      | non disputati | Vernon Leroy Maxwell (DROY)                                            |                              |
| 1984                                                                   | 1984                                                                   | NFL                                                                    | AFC                                                                    | East                                                                   | 4                                                                      | 4                                                                      | 12                                                                     | 0                                                                      | non disputati |                                                                        |                              |
| 1985                                                                   | 1985                                                                   | NFL                                                                    | AFC                                                                    | East                                                                   | 4                                                                      | 5                                                                      | 11                                                                     | 0                                                                      | non disputati | Duane Bickett (DROY)                                                   |                              |
| 1986                                                                   | 1986                                                                   | NFL                                                                    | AFC                                                                    | East                                                                   | 5                                                                      | 3                                                                      | 13                                                                     | 0                                                                      | non disputati |                                                                        |                              |
| 1987                                                                   | 1987                                                                   | NFL                                                                    | AFC                                                                    | East                                                                   | 1                                                                      | 9                                                                      | 6                                                                      | 0                                                                      | S Divisional Play-off (at Browns) 21–38 |                                                                        |                              |
| 1988                                                                   | 1988                                                                   | NFL                                                                    | AFC                                                                    | East                                                                   | 3                                                                      | 9                                                                      | 7                                                                      | 0                                                                      | non disputati |                                                                        |                              |
| 1989                                                                   | 1989                                                                   | NFL                                                                    | AFC                                                                    | East                                                                   | 3                                                                      | 8                                                                      | 8                                                                      | 0                                                                      | non disputati |                                                                        |                              |
| 1990                                                                   | 1990                                                                   | NFL                                                                    | AFC                                                                    | East                                                                   | 3                                                                      | 7                                                                      | 9                                                                      | 0                                                                      | non disputati |                                                                        |                              |
| 1991                                                                   | 1991                                                                   | NFL                                                                    | AFC                                                                    | East                                                                   | 5                                                                      | 1                                                                      | 15                                                                     | 0                                                                      | non disputati |                                                                        |                              |
| 1992                                                                   | 1992                                                                   | NFL                                                                    | AFC                                                                    | East                                                                   | 3                                                                      | 9                                                                      | 7                                                                      | 0                                                                      | non disputati |                                                                        |                              |
| 1993                                                                   | 1993                                                                   | NFL                                                                    | AFC                                                                    | East                                                                   | 5                                                                      | 4                                                                      | 12                                                                     | 0                                                                      | non disputati |                                                                        |                              |
| 1994                                                                   | 1994                                                                   | NFL                                                                    | AFC                                                                    | East                                                                   | 3                                                                      | 8                                                                      | 8                                                                      | 0                                                                      | non disputati | Marshall Faulk (OROY)                                                  |                              |
| 1995                                                                   | 1995                                                                   | NFL                                                                    | AFC                                                                    | East                                                                   | 2                                                                      | 9                                                                      | 7                                                                      | 0                                                                      | V Wild Card Game (at Chargers) 35–20 V Divisional Play-off (at Chiefs) 10–7 S AFC Championship (at Steelers) 16–20                               | Jim Harbaugh (CPOY)                                                    |                              |
| 1996                                                                   | 1996                                                                   | NFL                                                                    | AFC                                                                    | East                                                                   | 3                                                                      | 9                                                                      | 7                                                                      | 0                                                                      | S Wild Card Game (at Steelers) 14–42 |                                                                        |                              |
| 1997                                                                   | 1997                                                                   | NFL                                                                    | AFC                                                                    | East                                                                   | 5                                                                      | 3                                                                      | 13                                                                     | 0                                                                      | non disputati |                                                                        |                              |
| 1998                                                                   | 1998                                                                   | NFL                                                                    | AFC                                                                    | East                                                                   | 5                                                                      | 3                                                                      | 13                                                                     | 0                                                                      | non disputati |                                                                        |                              |
| 1999                                                                   | 1999                                                                   | NFL                                                                    | AFC                                                                    | East                                                                   | 1                                                                      | 13                                                                     | 3                                                                      | 0                                                                      | S Divisional Play-off (Titans) 16–19 | Edgerrin James (OROY)                                                  |                              |
| 2000                                                                   | 2000                                                                   | NFL                                                                    | AFC                                                                    | East                                                                   | 2                                                                      | 10                                                                     | 6                                                                      | 0                                                                      | S Wild Card Game (at Dolphins) 17–23 (OT) |                                                                        |                              |
| 2001                                                                   | 2001                                                                   | NFL                                                                    | AFC                                                                    | East                                                                   | 4                                                                      | 6                                                                      | 10                                                                     | 0                                                                      | non disputati |                                                                        |                              |
| 2002                                                                   | 2002                                                                   | NFL                                                                    | AFC                                                                    | South                                                                  | 2                                                                      | 10                                                                     | 6                                                                      | 0                                                                      | S Wild Card Game (at Jets) 0–41 |                                                                        |                              |
| 2003                                                                   | 2003                                                                   | NFL                                                                    | AFC                                                                    | South                                                                  | 1                                                                      | 12                                                                     | 4                                                                      | 0                                                                      | V Wild Card Game (Broncos) 41–10 V Divisional Play-off (at Chiefs) 38–31 S AFC Championship (at Patriots) 14–24                                  | Peyton Manning (MVP)                                                   |                              |
| 2004                                                                   | 2004                                                                   | NFL                                                                    | AFC                                                                    | South                                                                  | 1                                                                      | 12                                                                     | 4                                                                      | 0                                                                      | V Wild Card Game (Broncos) 49–24 S Divisional Play-off (at Patriots) 3–20                                                                        | Peyton Manning (MVP, OPOY)                                             |                              |
| 2005                                                                   | 2005                                                                   | NFL                                                                    | AFC                                                                    | South                                                                  | 1                                                                      | 14                                                                     | 3                                                                      | 0                                                                      | S Divisional Play-off (Steelers) 18–21 | Peyton Manning (WP MOY)                                                |                              |
| 2006                                                                   | 2006                                                                   | NFL                                                                    | AFC                                                                    | South                                                                  | 1                                                                      | 12                                                                     | 4                                                                      | 0                                                                      | V Wild Card Game (Chiefs) 23–8 V Divisional Play-off (at Ravens) 15–6 V AFC Championship (Patriots) 38–34 V Super Bowl XLI (4) (vs. Bears) 29–17 | Peyton Manning (SB MVP)                                                |                              |
| 2007                                                                   | 2007                                                                   | NFL                                                                    | AFC                                                                    | South                                                                  | 1                                                                      | 13                                                                     | 3                                                                      | 0                                                                      | S Divisional Play-off (Chargers) 24–28 | Bob Sanders (DPOY)                                                     |                              |
| 2008                                                                   | 2008                                                                   | NFL                                                                    | AFC                                                                    | South                                                                  | 2                                                                      | 12                                                                     | 4                                                                      | 0                                                                      | S Wild Card Game (at Chargers) 17–23 (OT) | Peyton Manning (MVP)                                                   |                              |
| 2009                                                                   | 2009                                                                   | NFL                                                                    | AFC                                                                    | South                                                                  | 1                                                                      | 14                                                                     | 2                                                                      | 0                                                                      | V Divisional Play-off (Ravens) 20–3 V AFC Championship (Jets) 30–17 S Super Bowl XLIV (vs. Saints) 17–31                                         | Peyton Manning (MVP)                                                   |                              |
| 2010                                                                   | 2010                                                                   | NFL                                                                    | AFC                                                                    | South                                                                  | 1                                                                      | 10                                                                     | 6                                                                      | 0                                                                      | S Wild Card Game (Jets) 16–17 |                                                                        |                              |
| 2011                                                                   | 2011                                                                   | NFL                                                                    | AFC                                                                    | South                                                                  | 4                                                                      | 2                                                                      | 14                                                                     | 0                                                                      | non disputati |                                                                        |                              |
| 2012                                                                   | 2012                                                                   | NFL                                                                    | AFC                                                                    | South                                                                  | 2                                                                      | 11                                                                     | 5                                                                      | 0                                                                      | S Wild Card Game (at Ravens) 9–24 | Bruce Arians (COY)                                                     |                              |
| 2013                                                                   | 2013                                                                   | NFL                                                                    | AFC                                                                    | South                                                                  | 1                                                                      | 11                                                                     | 5                                                                      | 0                                                                      | V Wild Card Game (Chiefs) 45–44 S Divisional Play-off (at Patriots) 22–43                                                                        |                                                                        |                              |
| 2014                                                                   | 2014                                                                   | NFL                                                                    | AFC                                                                    | South                                                                  | 1                                                                      | 11                                                                     | 5                                                                      | 0                                                                      | V Wild Card Game (Bengals) 26–10 V Divisional Play-off (at Broncos) 24–13 S AFC Championship (at Patriots) 7–45                                  |                                                                        |                              |
| 2015                                                                   | 2015                                                                   | NFL                                                                    | AFC                                                                    | South                                                                  | 2                                                                      | 8                                                                      | 8                                                                      | 0                                                                      | non disputati |                                                                        |                              |
| 2016                                                                   | 2016                                                                   | NFL                                                                    | AFC                                                                    | South                                                                  | 3                                                                      | 8                                                                      | 8                                                                      | 0                                                                      | non disputati |                                                                        |                              |
| 2017                                                                   | 2017                                                                   | NFL                                                                    | AFC                                                                    | South                                                                  | 3                                                                      | 4                                                                      | 12                                                                     | 0                                                                      | non disputati |                                                                        |                              |
| 2018                                                                   | 2018                                                                   | NFL                                                                    | AFC                                                                    | South                                                                  | 2                                                                      | 10                                                                     | 6                                                                      | 0                                                                      | V Wild Card Game (at Texans) 21–7 S Divisional Play-off (at Chiefs) 13–31                                                                        | Darius Leonard (DROY) Andrew Luck (CPOY)                               |                              |
| 2019                                                                   | 2019                                                                   | NFL                                                                    | AFC                                                                    | South                                                                  | 3                                                                      | 7                                                                      | 9                                                                      | 0                                                                      | non disputati |                                                                        |                              |
| 2020                                                                   | 2020                                                                   | NFL                                                                    | AFC                                                                    | South                                                                  | 2                                                                      | 11                                                                     | 5                                                                      | 0                                                                      | S Wild Card Game (at Bills) 24–27 |                                                                        |                              |
| 2021                                                                   | 2021                                                                   | NFL                                                                    | AFC                                                                    | South                                                                  | 2                                                                      | 9                                                                      | 8                                                                      | 0                                                                      | non disputati |                                                                        |                              |
| 2022                                                                   | 2022                                                                   | NFL                                                                    | AFC                                                                    | South                                                                  | 3                                                                      | 4                                                                      | 12                                                                     | 1                                                                      | non disputati |                                                                        |                              |
| Totale                                                                 | Totale                                                                 | Totale                                                                 | Totale                                                                 | Totale                                                                 | Totale                                                                 | 547                                                                    | 493                                                                    | 8                                                                      | Record di stagione regolare | Record di stagione regolare                                            | Record di stagione regolare  |
| Totale                                                                 | Totale                                                                 | Totale                                                                 | Totale                                                                 | Totale                                                                 | Totale                                                                 | 23                                                                     | 25                                                                     |                                                                        | Record dei play-off | Record dei play-off                                                    | Record dei play-off          |
| Totale                                                                 | Totale                                                                 | Totale                                                                 | Totale                                                                 | Totale                                                                 | Totale                                                                 | 570                                                                    | 518                                                                    | 8                                                                      | Stagione regolare e play-off | Stagione regolare e play-off                                           | Stagione regolare e play-off |

Legenda
- Vittoria nel Super Bowl (dal 1966)
- Vittoria nella lega (1920-1969)
- Vittoria nella Conference

- Vittoria nella Division
- Qualificazione al Wild Card Game (dal 1978)
- V = Vittorie

- S = Sconfitte
- P = Pareggi
- T = Posizione a pari merito

### Statistiche globali
| Statistiche                                                      | Vittorie | Sconfitte | Pareggi | %    |
| ---------------------------------------------------------------- | -------- | --------- | ------- | ---- |
| Record di stagione regolare dei Baltimore Colts (1953–1983)      | 222      | 194       | 7       | .533 |
| Record di stagione regolare degli Indianapolis Colts (1984–2022) | 325      | 299       | 1       | .521 |
| Record di stagione regolare in assoluto (1953–2022)              | 547      | 493       | 8       | .526 |
| Record nei play-off dei Baltimore Colts (1953–1983)              | 8        | 7         | —       | .533 |
| Record nei play-off degli Indianapolis Colts (1984–2022)         | 15       | 18        | —       | .455 |
| Record nei play-off in assoluto (1953–2022)                      | 23       | 25        | —       | .479 |
| Record nella stagione regolare e nei play-off in assoluto        | 570      | 518       | 8       | .524 |